# امپراتور کره
امپراتور کره (انگلیسی: Emperor of Korea) عنوان رئیس کشور امپراتوری کره بین سال‌های ۱۸۹۷ و ۱۹۱۰ بود. این عنوان با امپراتور گوجونگ، در نوامبر ۱۸۹۷ تأسیس شد و با برکناری امپراتور سونجونگ در ۲۹ اوت ۱۹۱۰ پایان یافت. در سال ۱۹۱۰، رئیس مجلس شورای ملی Gyeongsul توسط امپراتور ژاپن و رئیس دولت توسط نخست‌وزیر ژاپن ترااوچی ماساتاکه به عنوان اولین فرماندار پادشاهی چوسان تصاحب شد.

## تاریخچه
پادشاهی چوسان توسط ژاپن، که در اولین جنگ چین و ژاپن از ۱۸۹۴–۱۸۹۵ پیروز شده بود، فتح شد. برای تأکید بر اینکه کره یک کشور مستقل است، عنوان سلطنت در سال ۱۸۹۵ به یک سلطنت بزرگ تغییر یافت. امپراتور چین در سال ۱۸۹۷ پادشاه کره را امپراتور را نامید.
در زمان تاجگذاری امپراتور کره در کاخ گیونونگ، سلسله چوسون پادشاهی چوسان به امپراتوری کره تبدیل شد. دولت یک سلطنت مطلق بود. امپراتور رئیس کشور بود و قدرت مطلق داشت. مداخله ژاپن شدت گرفت و امپراتور کم‌کم قدرت خود را از دست داد. در سال ۱۹۱۰، امپراتور سونجونگ استعفا داد، با این وجود خاندان یی به حیات خود ادامه داد.